# 月形刑務所

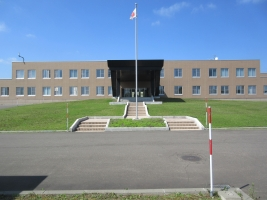
庁舎外観

月形刑務所（つきがたけいむしょ）は、法務省矯正局の札幌矯正管区に属する刑務所。下部機関として岩見沢拘置支所を持つ。

## 所在地
- 〒061-0595 北海道樺戸郡月形町1011
  - JR北海道 函館線・室蘭線 岩見沢駅から北海道中央バスに乗車し、皆楽町バス停から徒歩20分。

## 収容分類級
- B級 - 再犯者および暴力団員の短期処遇を目的とする男子刑務所。

## 収容定員
- 1,844人（本所）
- 50人（拘置支所）

## 沿革
それまで存在していた中野刑務所の廃監に伴う移転先として1983年4月5日開庁。
月形町そのものが樺戸集治監とともに発展してきたという歴史的背景もあることから、行刑ゆかりの地として誘致活動を展開した結果として設置された。
当時、刑務所誘致においてはマイナスイメージが大きく全国的に反対運動の多い中、刑務所による一応の人口増およびそれに伴う経済効果（しかも自治体負担は少ない）、関連職員の定住による地域経済の活性化に着目して逆に積極的に誘致を行ってきた。
2007年（平成19年）11月に舎房や作業棟などの受刑者向けの施設を大幅増設して定員を約3倍の約1800人へ増やすと共に、全施設をモニターで監視するなどの警備システムの更新も行った。
この増設による町の歳入増加は約1.3億円になると月形町は試算している。

## 組織
所長の下に3部1課を持つ3部制である。
- 総務部（庶務課、会計課、用度課）
- 処遇部（処遇担当、作業担当）
- 分類教育部（教育担当、考査担当、審査・保護担当）
- 医務課

## 特記事項
- 刑務作業製品は家具、「足物（あしもの）」と呼ばれるテーブルや椅子、ダイニング家具が特色。
- 広大な敷地を生かして農場を設置、地元の特産物であるトマトジュースの原材料を委託生産している。
- 服役しながら溶接技能・大型特殊運転免許を取得できる訓練施設を設置している。